# W Geminorum
W Geminorum är en pulserande variabel  av Delta Cephei-typ (DCEP) i stjärnbilden Tvillingarna. 
Stjärnan varierar mellan magnitud +6,54 och 7,38 med en period av 7,913779 dygn.